# La cintura (singolo)
La cintura è un singolo del cantautore spagnolo Álvaro Soler, pubblicato il 29 marzo 2018 come primo estratto dal secondo album in studio Mar de colores.

## Video musicale
Il videoclip è stato pubblicato il 29 marzo 2018 sul canale Vevo-YouTube del cantante ed è stato girato a Cuba.

## Tracce
Testi e musiche di Álvaro Tauchert Soler, Simon Triebel, Ali Zuckowski, Jakke Erixson e Nadir Khayat.
Download digitale
1. La cintura – 3:25

Download digitale – Acoustic Live Version
1. La cintura (Acoustic Live Version) – 3:24

Download digitale – remix
1. La cintura (DJ Ross & Max Savietto Remix) – 3:14

CD singolo (Europa)
1. La cintura – 3:25
2. La cintura (Acoustic Live Version) – 3:24

## Formazione
Musicisti
- Álvaro Tauchert Soler – voce, percussioni, cori
- Jakke Erixson – programmazione, tastiera, percussioni, chitarra, cori
- RedOne – programmazione, chitarra
- Ali Zuckowski – basso, percussioni, chitarra, cori
- Simon Triebel – xilofono, percussioni, ukulele, cori
- Steven Stark – cori
- Riki Rivera – chitarra spagnola

Produzione
- RedOne – produzione
- T.I. Jakke – produzione
- Simon Triebel – coproduzione
- Ali Zuckowski – coproduzione
- Anders Hvenare – missaggio
- Michelle Mancini – mastering

## Classifiche

### Classifiche settimanali
| Classifica (2018) | Posizione massima |
| ----------------- | ----------------- |
| Austria           | 8                 |
| Belgio (Fiandre)  | 10                |
| Colombia          | 27                |
| Danimarca         | 40                |
| Ecuador           | 20                |
| Finlandia         | 12                |
| Francia           | 116               |
| Germania          | 7                 |
| Italia            | 2                 |
| Lussemburgo       | 3                 |
| Norvegia          | 36                |
| Portogallo        | 54                |
| Repubblica Ceca   | 38                |
| Slovacchia        | 23                |
| Spagna            | 4                 |
| Svezia            | 25                |
| Svizzera          | 4                 |
| Venezuela         | 9                 |

### Classifiche di fine anno
| Classifica (2020) | Posizione |
| ----------------- | --------- |
| Slovenia          | 49        |